# Brunkerbacken
Brunkerbacken är en kulle i Sjundeå i Finland som är känd för det gravröse som ligger på kullen. Brunkerbacken är belägen i närheten av Sjundeå stationssamhälle norr om Sjundbyvägen. Gravröset på Brunkerbacken är från bronsåldern eller från järnåldern. Stenarna från röset har kastats omkring gravområdet vilket betyder att gravröset inte har bevarats väl.
Brunkerbacken är en fast fornlämning som är skyddad av Museiverket enligt lag.